# 춘풍 (1968년 영화)
"춘풍"은 1968년 공개된 대한민국의 영화이다.

## 배역
- 고은아
- 오영일
- 태현실
- 오현경
- 트위스트 김